# Таврово
Тавро́во — микрорайон в Воронеже. Административно подчинён администрации Левобережного района Воронежа.
Расположен на левом берегу Воронежского водохранилища.

## История
Город Тавров был основан в 1700 году. К. И. Арсеньев писал:
На нижних частях Воронежа или близ устья сей реки Петр Великий в 1700 г. основал город Тавров, обнесенный тогда же крепостью; сюда перевел он из Воронежа верфь и Адмиралтейство по причине частого там обмеления фарватера, учредил здесь обширную казённую фабрику суконную и вообще хотел поставить сей город на степень важнейших мест в государстве.
Историк Загоровский В. П. утверждает, что Тавровская верфь была основана Ф. М. Апраксиным 1 июня 1705 году по распоряжению Петра I.
14 июля 1721 года в городе заработала суконная фабрика. которая принадлежала государству. В 1726 году она была выкуплена у казны и переведена в Воронеж 8 дворянами и купцами этого города. В это время в Воронеже уже были волосеная и кожевенная фабрики.
В мае 1736 года благодаря кораблям, построенным в Таврове, была одержана победа над турками, в результате которой Азов снова стал русским городом.
После основания Осереда (впоследствии — Павловска) Тавров начал приходить в упадок. В 1740—1741 годах строительство кораблей в Таврове было прекращено.
В 1744 году Тавров горел. Пожар фактически уничтожил город. Большинство его жителей переселились в Воронеж. Таким образом соперничество между Воронежем и Тавровом было закончено.